# Suore di carità di San Carlo Borromeo (Trzebnica)
Le Suore di Carità di San Carlo Borromeo (in polacco Kongregacja Sióstr Miłosierdzia św. Karola Boromeusza) sono un istituto religioso femminile di diritto pontificio: le suore di questa congregazione pospongono al loro nome la sigla S.M.C.B.

## Storia
Le origini della congregazione risalgono alla comunità di tre suore borromee giunte nell'ottobre 1848 da Praga a Neiße, in diocesi di Breslavia, per prestare servizio presso l'ospedale maggiore della città.
Sotto la direzione di suor Elena Tichy, giunta nel 1849 da Praga ed eletta superiora della comunità, le suore di Neiße crebbero di numero e aprirono anche una scuola entrando in conflitto con le superiore di Praga. Il 24 aprile 1857 papa Pio IX dichiarò autonoma la comunità di Neiße dalla congregazione di Praga, rendendola casa-madre di un istituto autonomo.
Durante le guerre austro-prussiana e franco-prussiana le suore prestarono servizio come infermiere negli ospedali da campo. Grazie all'ordine melitense le suore ottennero l'ex abbazia cistercense di Trebnitz, dove trasferirono la casa-madre il 23 giugno 1871.
Nel 1884 le suore aprirono una casa ad Alessandria d'Egitto e in seguito anche a Gerusalemme e ad Haifa.
Dalla provincia polacca della congregazione, resasi autonoma nel 1939, ebbe origine un nuovo ramo autonomo delle borromee; anche le borromee di Grafschaft, in origine, costituivano la provincia della Germania settentrionale della congregazione di Trebnitz.

## Attività e diffusione
Le suore si dedicano all'educazione della gioventù e alle opere di carità.
Oltre che in Polonia, la congregazione è attiva anche in Italia, Russia e Senegal; la sede generalizia è a Trzebnica.
Alla fine del 2015 l'istituto contava 140 religiose in 17 case.